# When the Beat Drops Out
When the Beat Drops Out – singel angielskiego piosenkarza Marlona Roudette, wydany 18 lipca 2014 nakładem wytwórni fonograficznej Universal Music. Utwór został wydany jako pierwszy singel promujący album Electric Soul. Piosenka odniosła sukces komercyjny w krajach niemieckojęzycznych docierając na szczyt niemieckiego notowania najpopularniejszych singli, dając tym samym drugi numer jeden w tym kraju. "When the Beat Drops Out" odniósł zaistniał również w kilku innych krajach europejskich plasując się w top 10 w Belgii, Czechach oraz Wielkiej Brytanii.

## Track lista i formaty singla
- Album version

1. "When the Beat Drops Out" – 3:24

- Digital download

1. "When the Beat Drops Out" (Florian Paetzold Remix) – 4:56

## Notowania i certyfikaty
| Lista (2014/15)                      | Najwyższa pozycja |
| ------------------------------------ | ----------------- |
| Australia (ARIA Charts)              | 15                |
| Austria (Ö3 Austria Top 40)          | 2                 |
| Belgia (Ultratop 50 Flandria)        | 56                |
| Belgia (Ultratop 50 Walonia)         | 2                 |
| Czechy (Rádio Top 100)               | 1                 |
| Dania (Tracklisten)                  | 39                |
| Francja (SNEP)                       | 185               |
| Irlandia (IRMA)                      | 51                |
| Niemcy (Media Control Charts)        | 1                 |
| Holandia (MegaCharts)                | 37                |
| Szwajcaria (Schweizer Hitparade)     | 2                 |
| US Hot Dance Club Songs (Billboard)) | 17                |
| Węgry (Rádiós Top 40)                | 27                |
| Wielka Brytania (UK Singles Chart)   | 7                 |
| Włochy (FIMI)                        | 8                 |

| Lista (2014)                  | Pozycja |
| ----------------------------- | ------- |
| Niemcy (Media Control Charts) | 13      |
| Włochy (FIMI)                 | 84      |

| Kraj                         | Certyfikat | Sprzedaż |
| ---------------------------- | ---------- | -------- |
| Australia (ARIA)             | Platyna    | 70,000+  |
| Austria (IFPI Austria)       | Złoto      | 15,000+  |
| Niemcy (BVMI)                | Złoto      | 200,000+ |
| Szwajcaria (IFPI Szwajcaria) | Złoto      | 15,000+  |
| Włochy (FIMI)                | Platyna    | 30,000+  |

## Historia wydania
| Kraj              | Data           | Format           | Wytwórnia       |
| ----------------- | -------------- | ---------------- | --------------- |
| Niemcy            | 18 lipca 2014  | Digital download | Universal Music |
| Kanada            | 4 grudnia 2014 | Digital download | Universal Music |
| Stany Zjednoczone | 4 grudnia 2014 | Digital download | Universal Music |
| Irlandia          | 27 lutego 2015 | Digital download | Universal Music |
| Wielka Brytania   | 1 marca 2015   | Digital download | Universal Music |